# Passagier

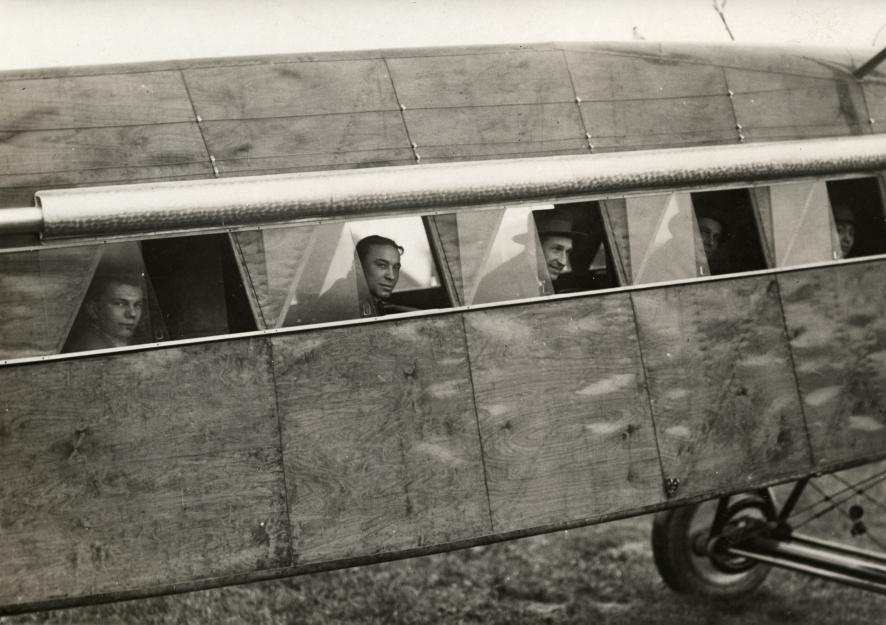
Passagiers in een Fokker verkeersvliegtuig F.V.

Een passagier is een persoon die wordt vervoerd aan boord van een vervoermiddel, met uitzondering van de bestuurder en ander personeel van dat vervoermiddel.  
Voor passagiers (als meervoud) wordt in de luchtvaart de afkorting PAX gebruikt. 
Een passagier kan in verschillende vervoermiddelen meereizen, bijvoorbeeld een bus, trein, vliegtuig of een schip. Betreft het een commercieel voertuig, dan betaalt hij meestal voor het vervoer.
Een passagier neemt niet zelf actief deel aan het verkeer. Een passagier van een auto helpt soms bij taken zoals kaartlezen, bediening van audio- en navigatieapparatuur en het beantwoorden van de telefoon. Hij wordt dan ook wel bijrijder genoemd.
Een duopassagier is iemand die meerijdt op een motorfiets of bromfiets achter de bestuurder. In een zijspan heet hij zijspanpassagier, in de motorsport bakkenist. 